# Le Hanouard
Le Hanouard là một xã thuộc tỉnh Seine-Maritime trong vùng Normandie miền bắc nước Pháp.

## Huy hiệu
| Arms of Le Hanouard | The arms of Le Hanouard are blazoned: Gules, on a bend wavy argent between an apple tree and a leopard Or armed and langued azure, 3 millwheels sable. |

## Dân số
| Năm | 1962 | 1968 | 1975 | 1982 | 1990 | 1999 | 2006 |
| --- | ---- | ---- | ---- | ---- | ---- | ---- | ---- |
| Dân số | 232  | 234  | 226  | 287  | 266  | 273  | 226  |
| From the year 1962 on: No double counting—residents of multiple communes (e.g. students and military personnel) are counted only once. |      |      |      |      |      |      |      |